# Ziyaretpayamlı, Adıyaman
Ziyaretpayamlı là một xã thuộc thành phố Adıyaman, tỉnh Adıyaman, Thổ Nhĩ Kỳ. Dân số thời điểm năm 2011 là 68 người.